# Chorebus myles
Chorebus myles är en stekelart som först beskrevs av Nixon 1943.  Chorebus myles ingår i släktet Chorebus och familjen bracksteklar. Inga underarter finns listade i Catalogue of Life.